# Salvami (Modà)
Salvami è un singolo dei Modà estratto dall'album Viva i romantici, pubblicato il 26 agosto 2011.

## La canzone
Parlando di Salvami, il frontman del gruppo Francesco Silvestre ha raccontato:
(Francesco Silvestre)

## Video musicali
Il video ufficiale del brano è stato girato tra Alghero e Cagliari durante il tour estivo della band, ed è stato pubblicato il 29 agosto 2011. Tra i luoghi visibili nel video, diretto da Gaetano Morbioli, grande spazio è dato alla Fiera di Cagliari, dove si è tenuto il concerto; parte del video è poi girata in un albergo cagliaritano e in alcune strade della città.
Tra i luoghi ripresi si possono riconoscere il duomo di Cagliari, il colle e il Castello di San Michele, il quartiere Fonsarda e lo Stadio Sant'Elia.

## Tracce
1. Salvami – 3:52